# Thord Åhman
Thord Åhman, folkbokförd Tord Erik Jonsson-Åhman, född 17 september 1934 i Sollefteå församling, Västernorrlands län, död 23 augusti 2020 i Västerås domkyrkodistrikt, var en svensk sångare, musiker och låtskrivare som har gett ut flera skivor.
Åhman var sedan 1955 gift med Ingrid Sjölund (1934–2023). De fick barnen Lilian (född 1954), Mona (född 1956) och Leif (född 1961) vilka på 1960-talet gjorde succé i Hylands hörna med låten Ge mej 4 minuter och 20 ampere av Thord Åhman och Ewert Moulin.
Thord Åhman är gravsatt i askgravlunden på Björlingska kyrkogården i Västerås.

## Diskografi i urval
- 1985 – Thord Åhman på väg
- 1987 – I kväll jag tänder ett ljus (kassett)
- 1989 – På väg 3
- 1991 – Vals på Nyckelön
- 1995 – Du och jag – två generationer Åhman, Thord och Leif